# Liste des ravageurs du rosier
Les ravageurs du rosier  (Rosa sp. et hybrides) appartiennent à différents groupes : principalement des Arthropodes (insectes et acariens), mais aussi des nématodes, et affectent les cultures de rosiers aussi bien en plein champ qu'en serres. Un grand nombre des problèmes affectant les rosiers sont saisonniers et climatiques. Certaines espèces d'insectes et de nématodes agissent également comme vecteurs de maladies virales.
Les règles de culture des diverses espèces ou cultivars de rosiers, lorsqu’elles sont observées, facilitent souvent la prévention des ravageurs. De plus, quelques variétés de rosiers sont naturellement plus résistantes que d’autres aux ravageurs.

## Arachnides

### Tétranyque tisserand

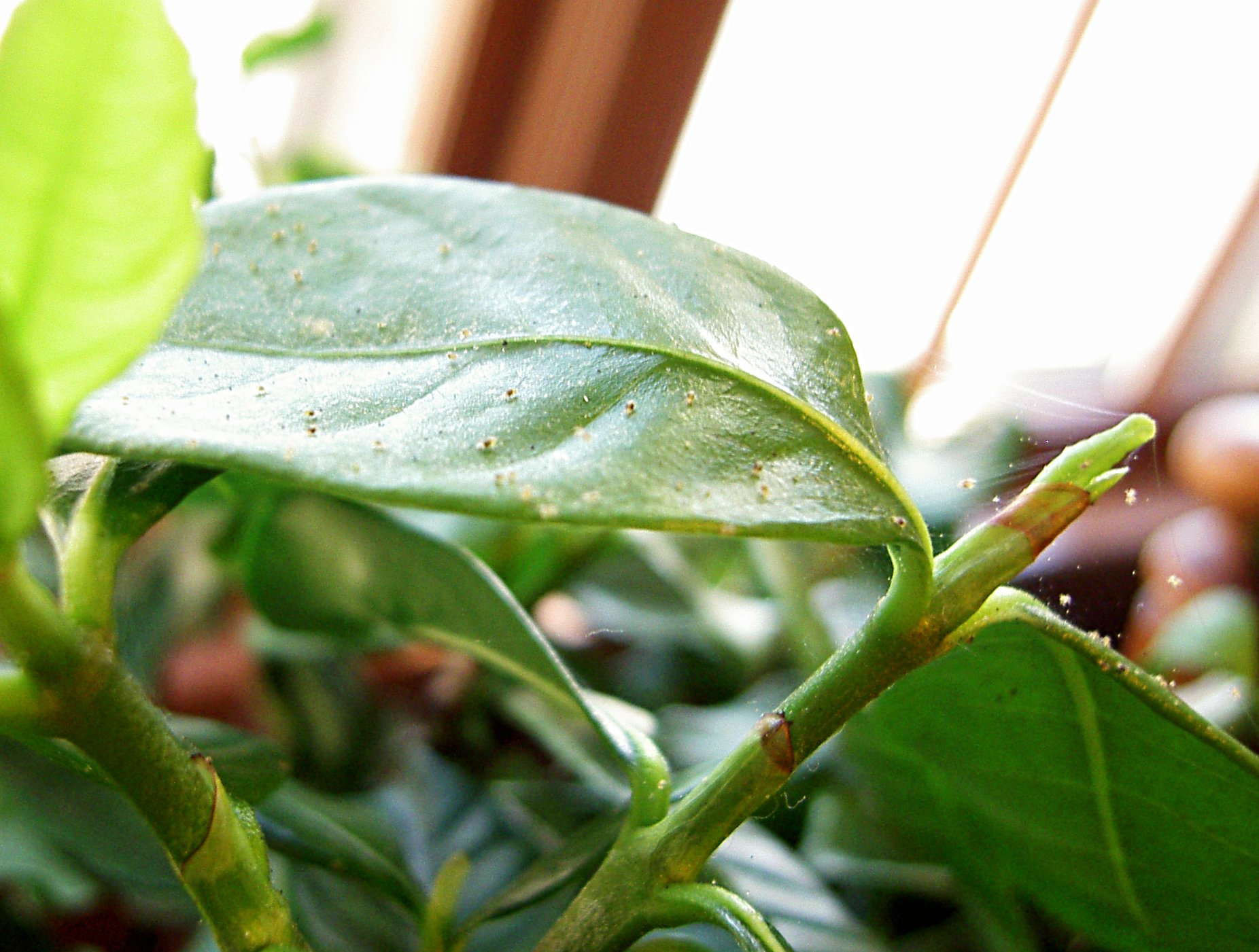
Tétranique tisserand, Tetranychus urticae, sur Gardenia spp.

L'Araignée jaune (Tetranychus urticae), ordre des Acariens, famille des Tetranychidae : ces arachnides préfèrent la face inférieure des feuilles et sont difficiles à voir à l’œil nu. La preuve de leur présence est la coloration argentée que prennent les feuilles là où ces ravageurs ont détruit des cellules. Un fin feutrage de fils ou des œufs à l’envers des feuilles sont d’autres signes qui confirment la présence de Tetranychus urticae.

## Insectes
Les insectes sont souvent considérés comme étant les principaux ravageurs qui affectent les rosiers :

### Aphides

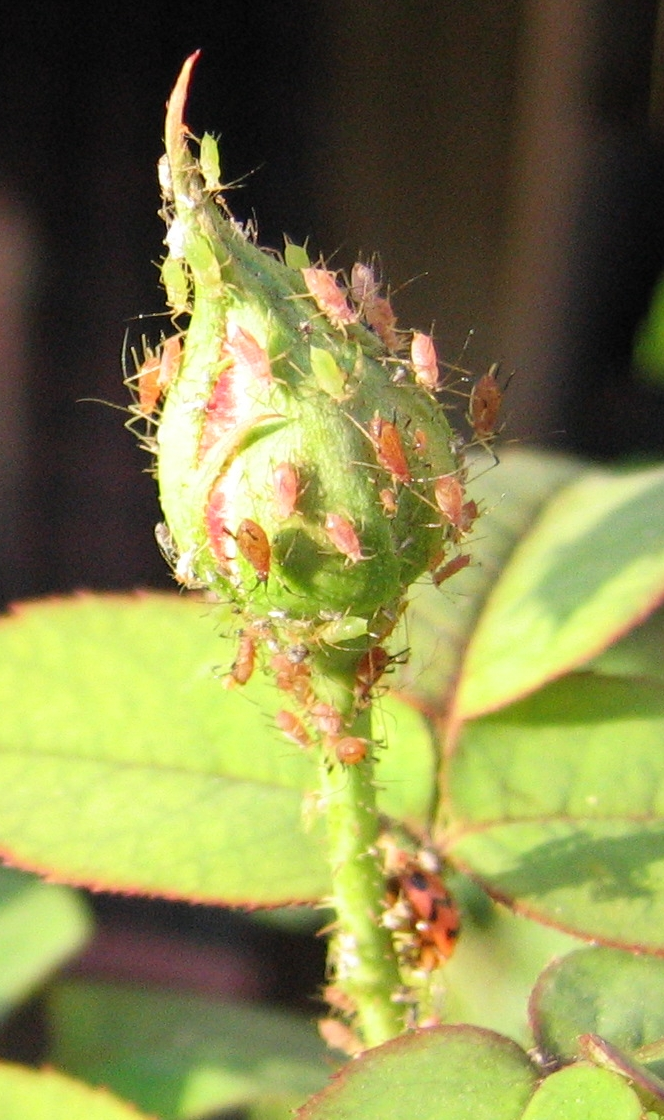
Puceron Macrosiphum rosae se nourrissant sur un rosier.

Pucerons, Ordre des Hemiptera : famille des Aphididae) Macrosiphum rosae. Présents surtout sur les jeunes pousses et les bourgeons, les pucerons sont des insectes à corps mou de 1 à 2 mm de long. Souvent verts, plus rarement brun clair, et parfois ailés, ils peuvent couvrir complètement, sous forme de colonie, les pousses terminales en croissance de la plante. Les pucerons sont plus actifs au printemps et en été et se multiplient à une vitesse prodigieuse en se nourrissant de la sève des plantes en piquant les cellules végétales à l’aide de leur proboscis (trompe). En grand nombre, ils peuvent retarder sérieusement la croissance de la plante et ruiner les bourgeons. Ils sont particulièrement nuisibles pour les nouvelles pousses causant des dégâts aux feuilles émergentes qui sont malformées prenant l'aspect de celles touchées par la cloque du pêcher b.
Remède: les coccinelles aphidiphages et leurs larves. Elles peuvent manger 100 pucerons par jour.

### Thrips du rosier

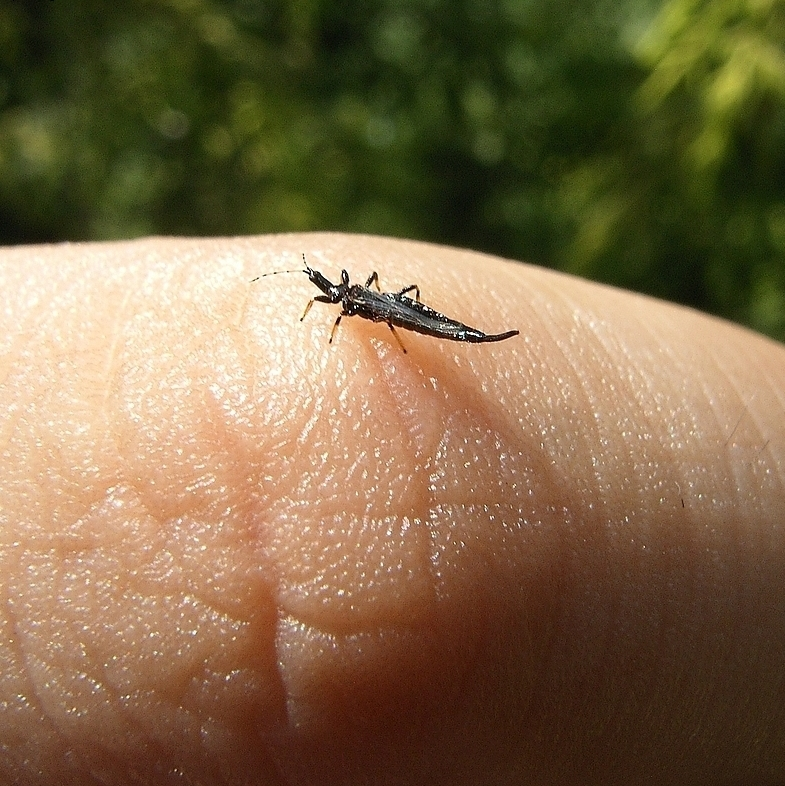
Thrips Thysanoptera sp.

Ordre des Thysanoptera:Les thrips sont de petits insectes minces et ailés de 1 mm de long, ressemblant à de petits éclats de bois noirs. Affectionnant les floraisons de couleurs claires et apparaissant souvent en colonies nombreuses, ils laissent souvent les fleurs comme flétries et sans éclat.

### Tordeuses
Ordre des Lepidoptera). Voir aussi Liste des Lépidoptères ravageurs des rosiers : La tordeuse (tortrix) Lozotaenia forsterana est l’un des principaux ravageurs des rosiers, bien qu’elle ne soit pas la seule. Les chenilles vertes mesurent jusqu’à 15 mm de long et peuvent se trouver forant des galeries dans les bourgeons ou à l’intérieur de feuilles enroulées. Lorsqu’elles sont dérangées, ces chenilles se déplacent rapidement, se laissant descendre au sol le long d’un fil. Les dégâts touchent les feuilles dévorées et les fleurs et bourgeons criblés de trous.

### Charançons
Famille des Curculionidae

### Cochenilles

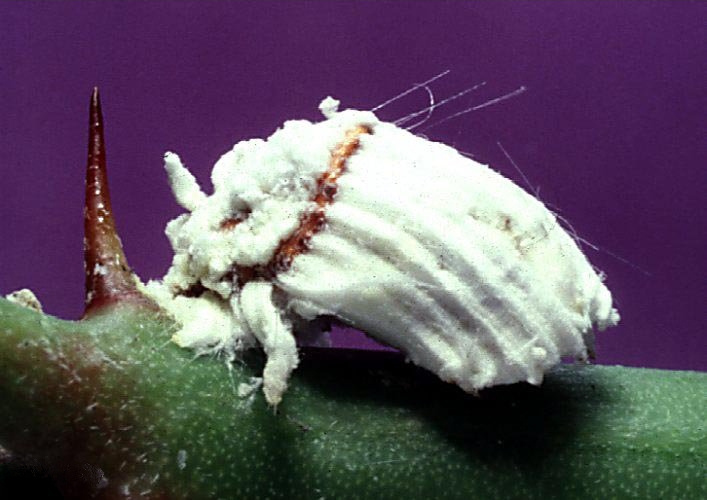
Cochenille australienne Icerya purchasi

Cochenille australienne (Ordre des Hemipterasuper-famille des Coccoidea) Icerya purchasi
Cette cochenille infeste les rameaux et les branches. La femelle adulte, de forme ovale, est brun-rougeâtre avec des poils noirs et fait 5 mm de long. A maturité, l’insecte reste immobile et produit, par extrusion, une oothèque qui renferme des centaines d’œufs rouges. Cet insecte cause peu de dégâts mais produit un abondant miellat qui peut entraîner l’apparition d’une fumagine dommageable.
Pou de Californie (Ordre des Hemipterasuper-famille des Coccoidea) Aonidiella aurantii
Cochenille dure, orange à rose-orangé, la femelle a moins de 1,5 mm de long. Souvent en colonies nombreuses, cette cochenille infeste la face supérieure des feuilles provoquant leur jaunissement et leur chute et le dépérissement terminal des rameaux et des branches. Une infestation grave peut provoquer la mort de la plante.
Cochenille du rosier (Ordre des Hemipterasuper-famille des Coccoidea) Aulacaspis rosae
On les trouve principalement sur les tiges et les branches de la plante, mais elles peuvent envahir aussi les pédoncules floraux et les pétioles des feuilles si on les laisse se répandre. À ce point, la plante risque de voir sa croissance retardée, de se rabougrir et couverte d'une croûte blanche et écailleuse de cochenilles sur l’écorce. La femelle d’Aulacaspis rosae peut vivre pendant une année et pondre 80 œufs à la fois, plusieurs générations vivant à quelques millimètres du parent initial.

### Abeille coupeuse de feuilles

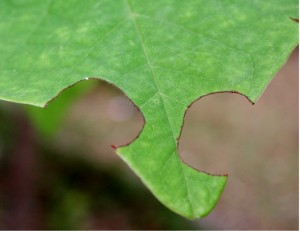
Feuille endommagée par une abeille Megachile sp.

Les abeilles coupeuses de feuilles (ordre des Hymènoptères, famille des Megachilidae) longues de 6 à 16 mm sont presque noires avec des bandes de poils de couleur claire. Elles découpent des encoches de forme régulière, circulaire ou ovale, à partir du bord des feuilles. Les dégâts ne sont pas importants.

### Tenthrèdes du rosier
Familles des Argidae et Tenthredinidae : Plusieurs espèces dont les larves appelées fausses-chenilles dévorent les feuilles et peuvent ne laisser que les nervures centrales.
- Argidae :
  - Arge pagana (tenthrède du rosier ou tenthrède des feuilles du rosier)
  - Arge ochropus (hylotome du rosier, tenthrède défoliante du rosier)
- Tenthredinidae :
  - Allantus cinctus (tenthrède du rosier ou tenthrède ceinturée)
  - Allantus cingulatus (tenthrède du rosier)
  - Ardis pallipes (mineuse des pousses ou tenthrède des pousses du rosier)
  - Blennocampa phyllocolpa (tenthrède rouleuse des feuilles du rosier)
  - Cladius pectinicornis (tenthrède décapeuse du rosier)

### Altises

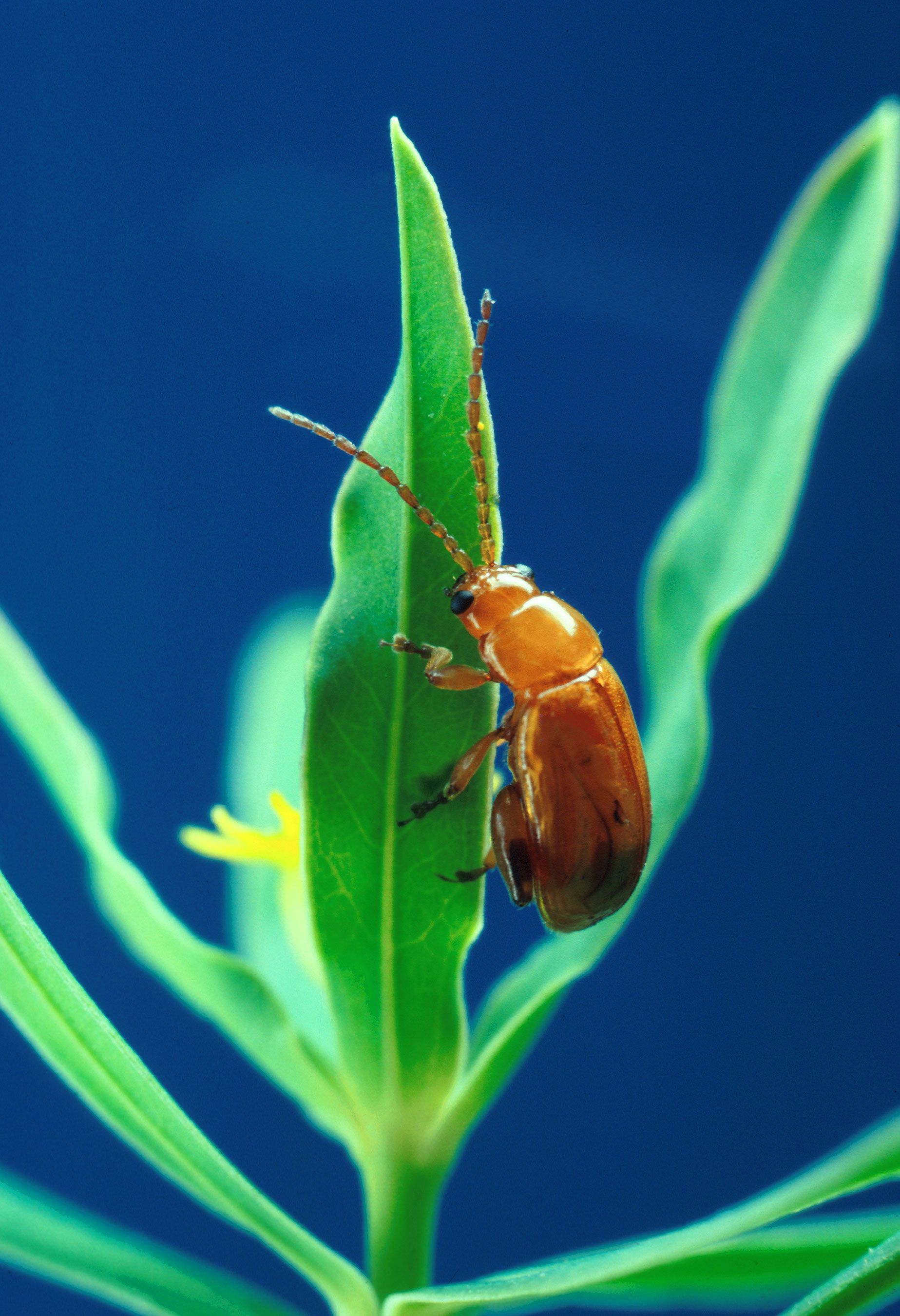
Altise Aphthona flava

Altica rosae (ordre des Coleoptera : famille des Chrysomelidae)  : ces Altica, petits coléoptères brillants, métalliques, ont d’épaisses pattes arrière adaptées au saut, à l’instar des puces. Ce sont des insectes de 3 mm de long qui forent des trous de forme irrégulière dans les jeunes feuilles et les bourgeons. Avec la croissance des feuilles, les trous s’élargissent.

### Bupreste du rosier
Coraebus rubi (Ordre des Coleoptera : famille des Buprestidae) : ce  Bupreste, petit coléoptère brun noir à reflets dorés de 10 mm de long vit également sur les ronces (Rubus spp.). L'adulte se nourrit des feuilles tandis que les larves creusent des galeries dans les racines entraînant le jaunissement du feuillage et l'affaiblissement, voire la mort, de la plante.

### Cynips du rosier

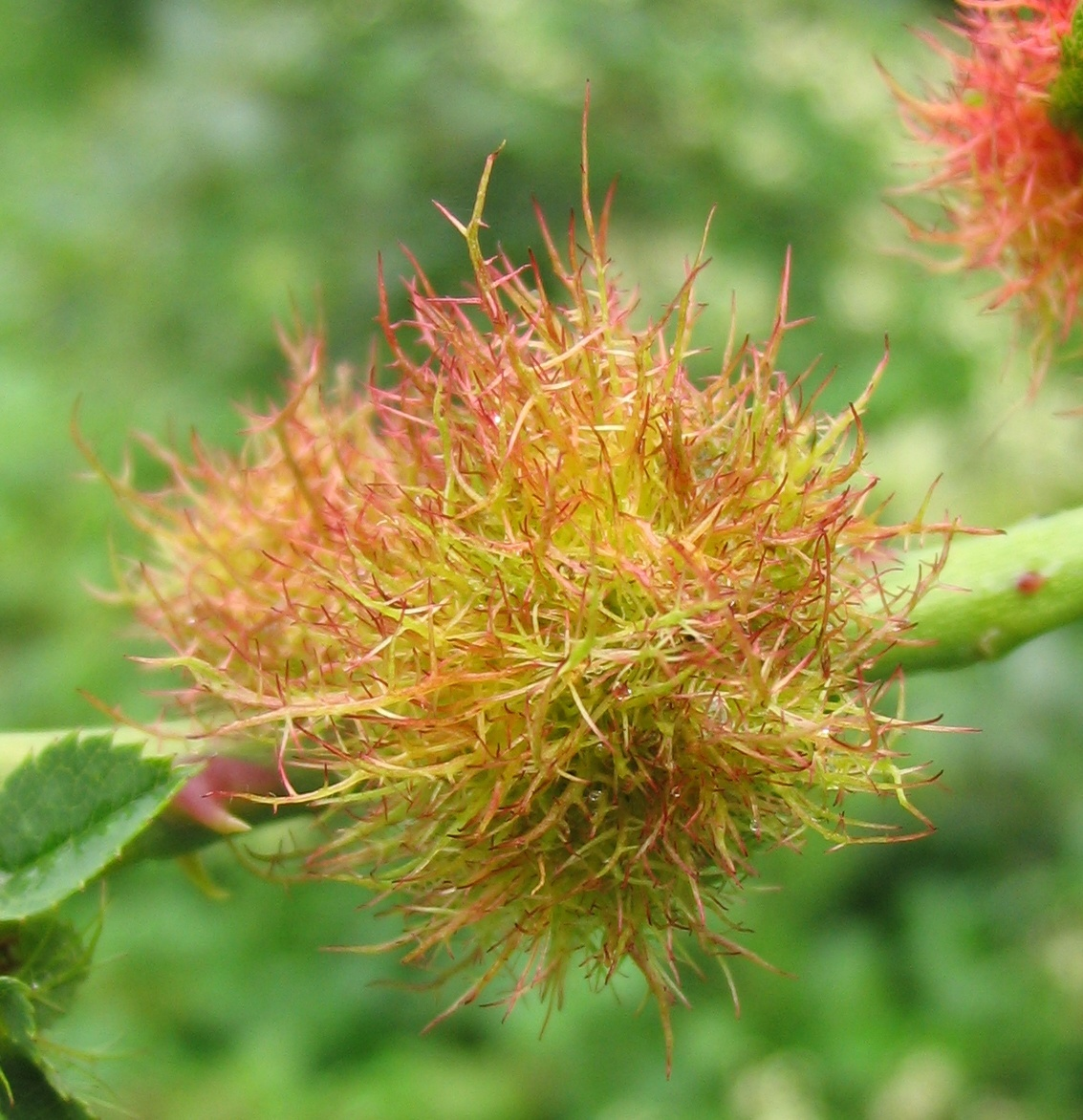
Galle due au cynips du rosier

Rhodites rosae L. (ordre des Hymenoptera : famille des Cynipidae)

### Coléophores
Coleophora gryphipennella  Hübner (ordre des Lepidoptera : famille des Coleophoridae) 

### Larves du cynorhodon
Rhagoletis alternata et Carpomyia schineri (ordre des Diptères, famille des Tephritidae) : la larve se développe dans le fruit et peut causer des dégâts considérables aussi bien sur le groupe Rosa canina en sauvage que dans les plantations notamment en Europe de l'Est
Grapholita tenebrosana et Carposina scirhosella (ordre des Lépidoptères) : la larve de ces papillons se développe dans le fruit. 

## Nématodes
Nématodes (Ordre des Tylenchidafamille des Heteroderidae)
Nématode de la nodosité des racines Meloidogyne spp.
Voir - Nématode de la nodosité des racines – Les symptômes d’une infestation par les Meloidogyne chez les rosiers sont le ralentissement de la croissance, le rabougrissement, les feuilles vert pâle, et le flétrissement par temps doux.